# 田町停留場
田町停留場（たまちていりゅうじょう）は岡山県岡山市北区田町一丁目および中山下二丁目にある岡山電気軌道清輝橋線の停留場である。駅番号はS05。2016年12月1日に停留場の南東約100mに川崎医科大学総合医療センターが開院したのに伴い、停留場表記および車内放送では「田町（川崎医大総合医療センター前）」となっている。

## 歴史
- 1928年（昭和3年）3月18日：柳川 - 大雲寺町（現：大雲寺前）間の開通と同時に 蓮昌寺前停留場として開業。
- 1942年（昭和17年）6月23日：市役所前停留場に改称。
- 1945年（昭和20年）6月29日：岡山空襲罹災により、清輝橋線全線休止。
- 1946年（昭和21年）6月29日：清輝橋線全線再開と同時に、当駅は休止。
- 1954年（昭和29年）8月11日：中鉄バス前停留場として復活。
- 1985年（昭和60年）7月1日：田町停留場に改称。
- 2016年（平成28年）12月1日：停留場表記を「田町（川崎医大総合医療センター前）」に変更

## 構造
島式ホーム1面2線。

## 周辺
- 岡電バス「田町2丁目」バス停
- 国道53号（国道180号重複、柳川筋）
- 川崎医科大学総合医療センター
- 川崎医療短期大学
- 愛媛銀行岡山支店
- 読売新聞岡山支局
- 中電工岡山支店
- 覚善院

## 隣の停留場
岡山電気軌道
■清輝橋線
郵便局前停留場 (S04) - 田町停留場 (S05) - 新西大寺町筋停留場 (S06)